# Grand Prix Formule 1 van Italië 1997
De Grand Prix Formule 1 van Italië 1997 werd gehouden op 7 september 1997 op Monza.

## Verslag
Jean Alesi had pole-position en leidde de race, tot na de pitstops waarbij zijn pitcrew iets langer nodig had dan die van David Coulthard. 
Mika Häkkinen raakte vlak voor zijn pitstop, vlak voor de pitstraat, zonder benzine waardoor hij te veel tijd verloor om als eerste weer de baan op te komen.  Daarna verloor hij veel terrein omdat hij een flatspot op zijn voorbanden kreeg.

## Uitslag
| Positie | Nummer | Rijder                | Team              | Ronden | Tijd/Opgave     | Startplaats | Punten |
| ------- | ------ | --------------------- | ----------------- | ------ | --------------- | ----------- | ------ |
| 1       | 10     | David Coulthard       | McLaren-Mercedes  | 53     | 1:17:04.609     | 6           | 10     |
| 2       | 7      | Jean Alesi            | Benetton-Renault  | 53     | +1.937          | 1           | 6      |
| 3       | 4      | Heinz-Harald Frentzen | Williams-Renault  | 53     | +4.343          | 2           | 4      |
| 4       | 12     | Giancarlo Fisichella  | Jordan-Peugeot    | 53     | +5.871          | 3           | 3      |
| 5       | 3      | Jacques Villeneuve    | Williams-Renault  | 53     | +6.416          | 4           | 2      |
| 6       | 5      | Michael Schumacher    | Ferrari           | 53     | +11.481         | 9           | 1      |
| 7       | 8      | Gerhard Berger        | Benetton-Renault  | 53     | +12.471         | 7           |        |
| 8       | 6      | Eddie Irvine          | Ferrari           | 53     | +17.639         | 10          |        |
| 9       | 9      | Mika Häkkinen         | McLaren-Mercedes  | 53     | +49.373         | 5           |        |
| 10      | 14     | Jarno Trulli          | Prost-Mugen-Honda | 53     | +1:02.706       | 16          |        |
| 11      | 15     | Shinji Nakano         | Prost-Mugen-Honda | 53     | +1:03.327       | 15          |        |
| 12      | 17     | Gianni Morbidelli     | Sauber-Petronas   | 52     | +1 Ronde        | 18          |        |
| 13      | 22     | Rubens Barrichello    | Stewart-Ford      | 52     | +1 Ronde        | 11          |        |
| 14      | 21     | Tarso Marques         | Minardi-Hart      | 50     | +3 Rondes       | 22          |        |
| DNF     | 1      | Damon Hill            | Arrows-Yamaha     | 46     | Motor           | 14          |        |
| DNF     | 11     | Ralf Schumacher       | Jordan-Peugeot    | 39     | Botsing         | 8           |        |
| DNF     | 16     | Johnny Herbert        | Sauber-Petronas   | 38     | Botsing         | 12          |        |
| DNF     | 19     | Mika Salo             | Tyrrell-Ford      | 33     | Motor           | 19          |        |
| DNF     | 23     | Jan Magnussen         | Stewart-Ford      | 31     | Transmissie     | 13          |        |
| DNF     | 18     | Jos Verstappen        | Tyrrell-Ford      | 12     | Versnellingsbak | 20          |        |
| DNF     | 20     | Ukyo Katayama         | Minardi-Hart      | 8      | Spin            | 21          |        |
| DNF     | 2      | Pedro Diniz           | Arrows-Yamaha     | 4      | Ophanging       | 17          |        |

## Statistieken
| Pole-position | Jean Alesi    | Benetton-Renault | 1:22.990 |
| Snelste ronde | Mika Häkkinen | McLaren-Mercedes | 1:26.110 |

## Noot
- Dit was de eerste snelste ronde voor Mika Häkkinen.
- Vijfde podiumplaats voor Heinz-Harald Frentzen.

1921 · 1922 · 1923 · 1924 · 1925 · 1926 · 1927 · 1928 · 1931 · 1932 · 1933 · 1934 · 1935 · 1936 · 1937 · 1938 · 1947 · 1948 · 1949 · 1950 · 1951 · 1952 · 1953 · 1954 · 1955 · 1956 · 1957 · 1958 · 1959 · 1960 · 1961 · 1962 · 1963 · 1964 · 1965 · 1966 · 1967 · 1968 · 1969 · 1970 · 1971 · 1972 · 1973 · 1974 · 1975 · 1976 · 1977 · 1978 · 1979 · 1980 · 1981 · 1982 · 1983 · 1984 · 1985 · 1986 · 1987 · 1988 · 1989 · 1990 · 1991 · 1992 · 1993 · 1994 · 1995 · 1996 · 1997 · 1998 · 1999 · 2000 · 2001 · 2002 · 2003 · 2004 · 2005 · 2006 · 2007 · 2008 · 2009 · 2010 · 2011 · 2012 · 2013 · 2014 · 2015 · 2016 · 2017 · 2018 · 2019 · 2020 · 2021 · 2022 · 2023 · 2024 · 2025